# Syvälahti, Tusby

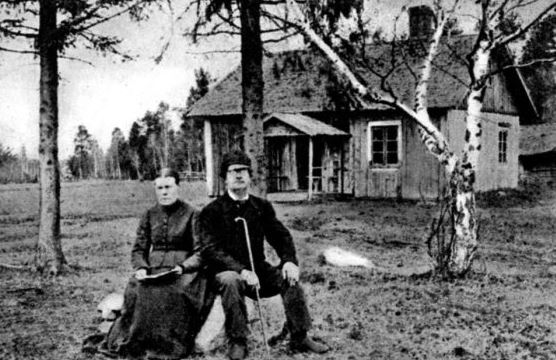
Albert och Vilhelmiina Stenvall framför Syvälahti, 1890-talet.

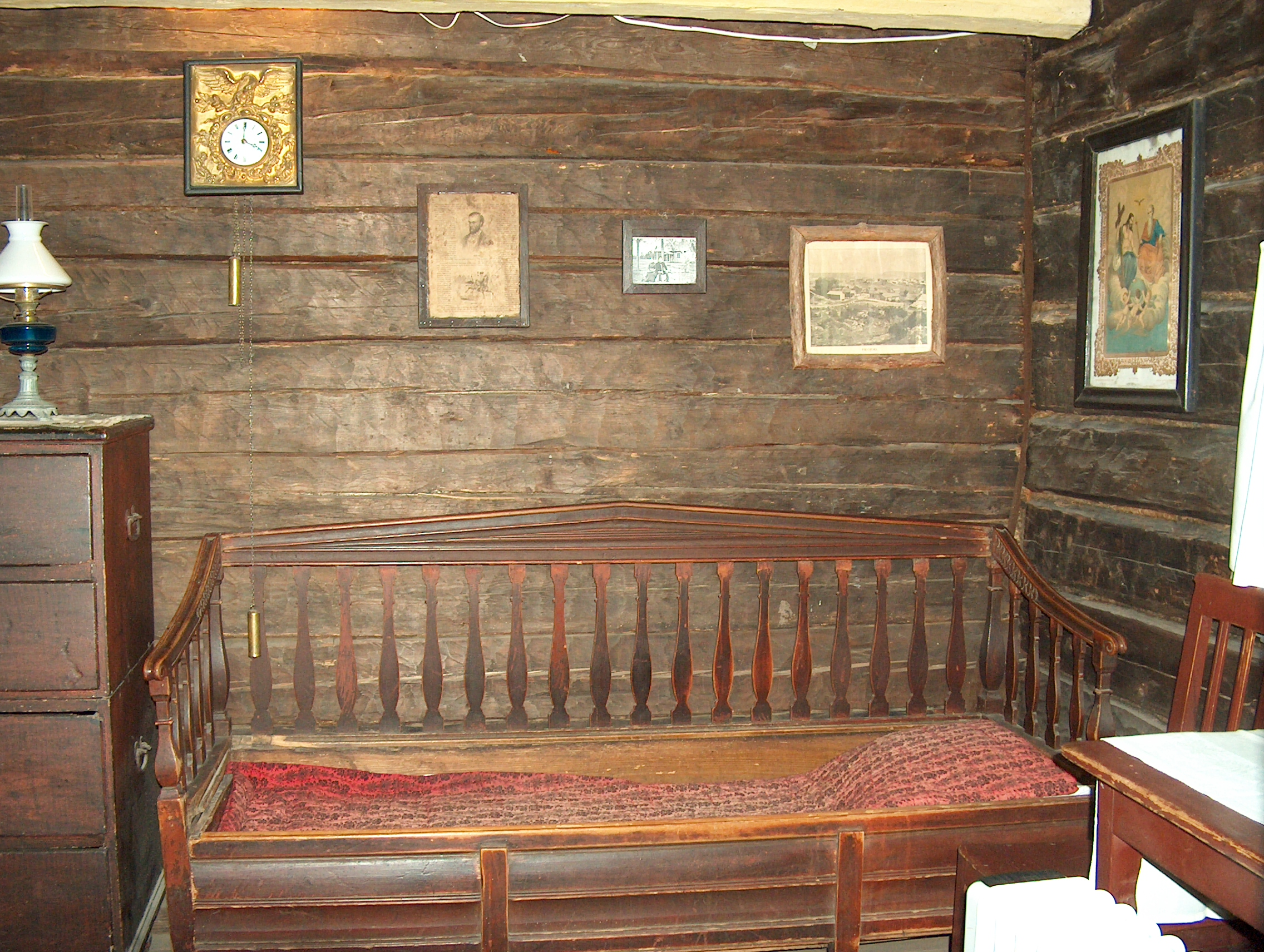
Interiör.

Syvälahti är en stuga och ett författarmuseum i Tusby kommun i Finland.
Aleksis Kivi flyttade i mars 1872 från Lappvikens mentalsjukhus in hos sin bror, skräddaren  Albert Stenvall (1831–1913) och dennes familj med hans första fru Karoliina (död 1886) och fyra barn. Kivi var då allvarligt sjuk och dog på nyårsnatten 1872. Albert Stenvall och hans andra fru Vilhelmiina rånmördades i stugan den 2 december 1913.
Huset är en omålad timmerstuga, som består av en dagligstuga med en stor ugn och en kammare, ett kök och en bakre kammare. Den rörande lilla kammaren har en ugn, en gungstol, en utdragbar soffa samt ett bokskåp på väggen. I stugan finns även Aleksis Kivis studentmössa samt författarens promenadkäpp.
Stugan i byn Syvälahti vid Tusby Strandväg är numera ett kulturminnesmärke. Där finns Aleksis Kivis studentmössa samt hans promenadkäpp. Aleksis Kivis sista boning blev inspiration för konstnärer från Helsingfors att bosätta sig vid Tusby träsk, där från omkring sekelskiftet Konstnärskolonin vid Tusby träsk etablerades.
Stugan förvaltas av Tusby historiska museum.

## Bildgalleri

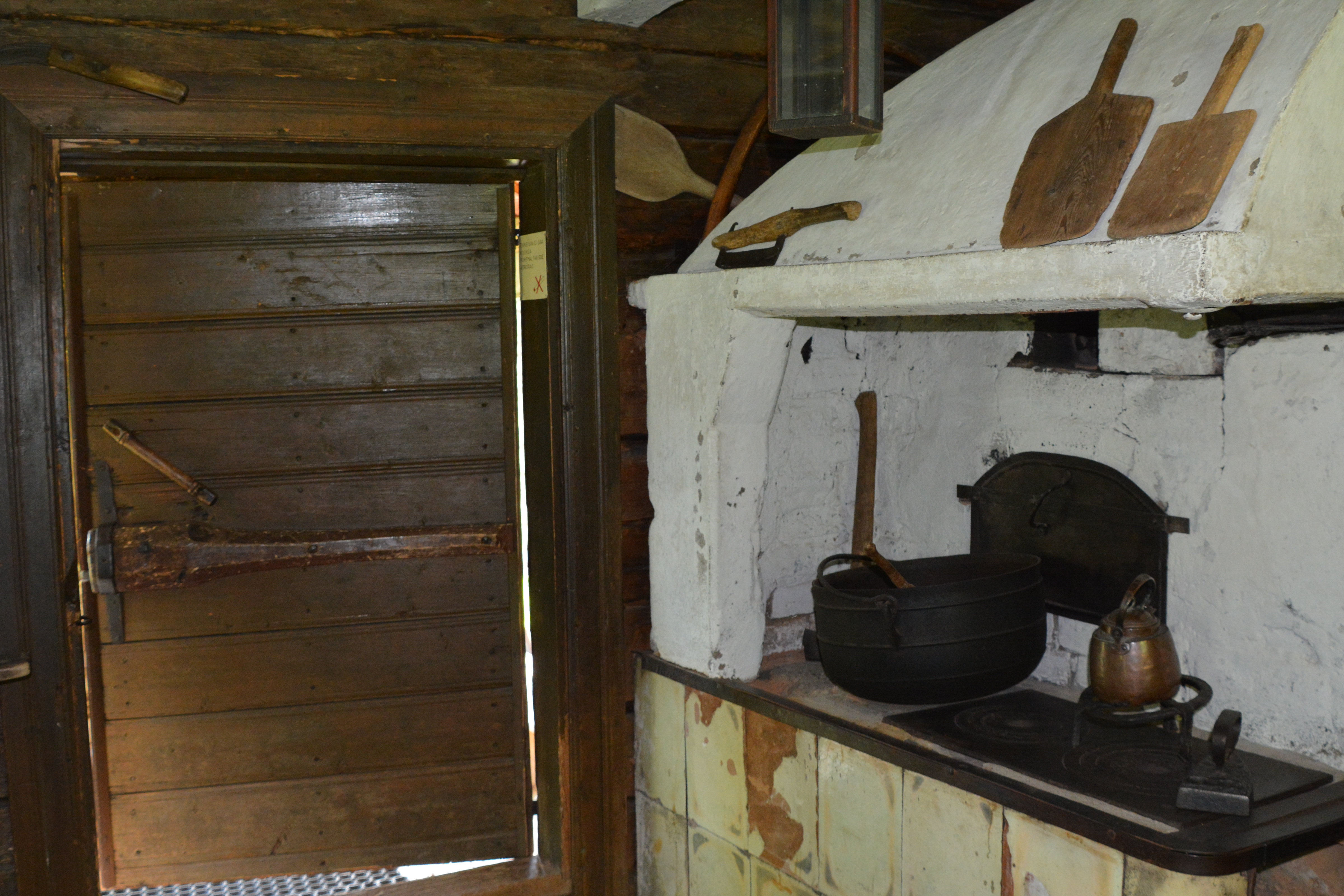
Köket
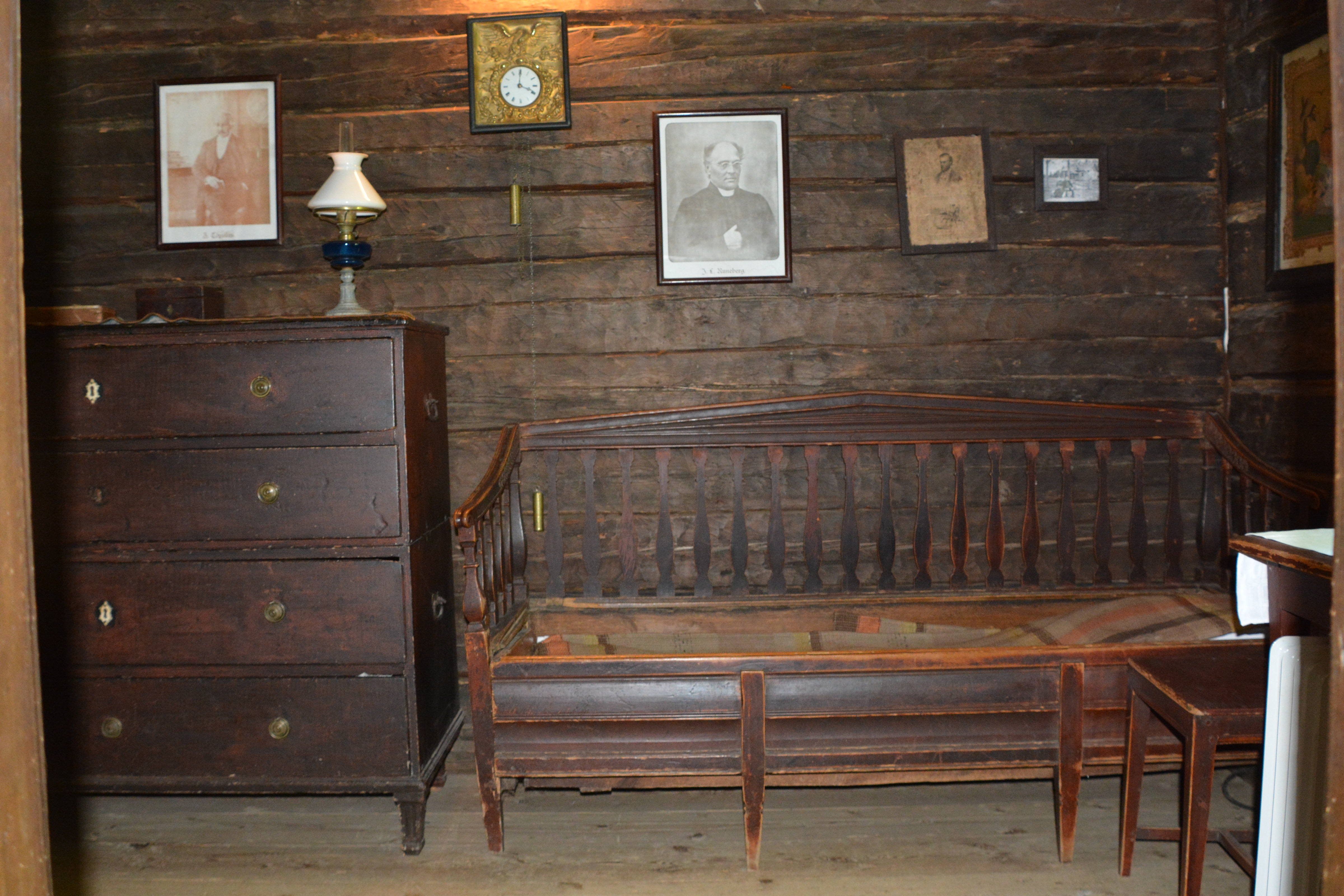
Rummet
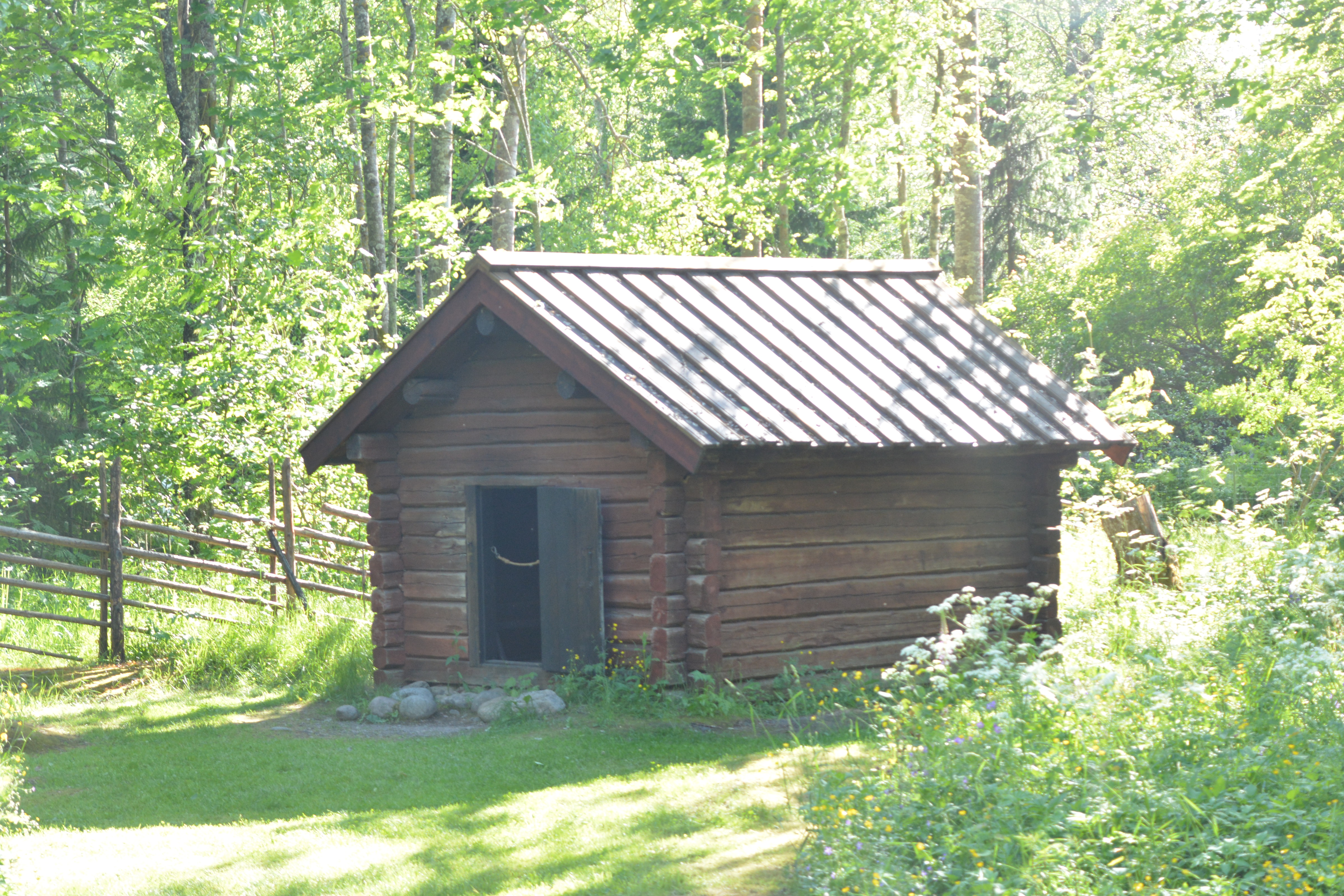
Syvälahtis bastu